# (5358) Meineko
(5358) Meineko es un asteroide perteneciente al cinturón de asteroides, descubierto el 26 de agosto de 1992 por Seiji Ueda y el astrónomo Hiroshi Kaneda desde el Kushiro Marsh Observatory, Hokkaido, Japón.

## Designación y nombre
Designado provisionalmente como 1992 QH. Debe su nombre al seudónimo de Seiichiro Kiyota, que observa estrellas variables desde 1975.

## Características orbitales
Meineko está situado a una distancia media del Sol de 2,856 ua, pudiendo alejarse hasta 3,401 ua y acercarse hasta 2,311 ua. Su excentricidad es 0,190 y la inclinación orbital 11,08 grados. Emplea 1763,03 días en completar una órbita alrededor del Sol.

## Características físicas
La magnitud absoluta de Meineko es 11,6. Tiene 13,749 km de diámetro y su albedo se estima en 0,235. 